# Маргвелашвили, Гиви Титович
Ги́ви Ти́тович Маргвелашви́ли (груз. გივი ტიტეს ძე მარგველაშვილი; нем. Giwi Margwelaschwili; 14 декабря 1927[…], Берлин — 13 марта 2020, Тбилиси) — немецкий писатель, философ и языковед. Друг и коллега М. К. Мамардашвили.

## Биография
Родился 14 декабря 1927 года в семье грузинских эмигрантов. Отец — грузинский философ и государственный деятель Тито Маргвелашвили.
В юности танцевал свинг и был членом свингюгенда.
В 1945 году вместе со своим отцом был арестован НКВД в Берлине, отец был вскоре расстрелян, а Гиви после нахождения в лагере Заксенхаузен, превращенном в «Спецлагерь № 7» НКВД, был доставлен к дальним родственникам в Тбилиси.
Изучал немецкий язык в Тбилисском государственном институте иностранных языков.
В 1950 годах писал на немецком языке о феноменологии и философии Мартина Хайдеггера.
В 1957—1970 годах был преподавателем немецкого и английского языков в Тбилисском государственном институте иностранных языков. Также выучил русский и грузинский языки.
В 1969 году он впервые за 22 года побывал в ГДР, поехав в качестве переводчика с Грузинским государственным академическим театром имени Шоты Руставели.
В 1971 году стал научным сотрудником Института философии АН Грузинской ССР. В том же году в Берлине познакомился с диссидентом и бардом Вольфом Бирманом, за что Маргвелашвили до 1987 года был запрещён выезд из СССР.
В 1972 году познакомился с писателем Генрихом Бёллем, который неудачно пытался достать ему паспорт.
В 1990 года вернулся на постоянное место жительства в Берлин, где в 1994 году получил гражданство по натурализации.
14 декабря 2012 года, в день рождения Маргвелашвили, DVV International и Тбилисский институт Гёте учредили совместную премию имени Гиви Маргвелашвили, которой он был первым удостоен 1 февраля.
Являлся членом ПЕН-клуба.

### Последние годы жизни
В последние годы жизни он вернулся на свою родину.
Скончался 13 марта 2020 года в Тбилиси.

## Семья
- Жена — Найра Гелашвили[англ.], писатель и филолог-германист
- Дочь — Анна, филолог-германист

## Награды
- Лауреат литературной премии Федеральной земли Бранденбург (1995)
- Почётный профессор поэзии Бамбергского университета
- Почётный профессор Тбилисского государственного университета
- Лауреат Берлинской премии искусств[англ.] Берлинской академии искусств
- Медаль Гёте Института имени Гёте (2006)[10]
- Орден «За заслуги перед Федеративной Республикой Германия» (ноябрь 2008)[5]
- Президентский орден «Сияние» (2015, Грузия)

## Научные труды

### Монографии
на русском языке
- Маргвелашвили Г. Т. Роль языка в философии Хайдеггера. — Тбилиси, 1970.
- Маргвелашвили Г. Т. Аксиологическое значение различия между экзистенциальным и категориальным в хайдеггеровском онтологическом учении. — Тбилиси: Мецниереба, 1979. — 165 с.
- Маргвелашвили Г. Т. Проблема культурного мира в экзистенциальной онтологии М. Хайдеггера. — Тбилиси, 1998.

на других языках
- Margwelaschwili, Giwi Kapitän Wakusch: autobiographischer Roman. vol. 1 In Deuxiland. Südverlag, Konstanz 1991, ISBN 3-87800-012-X
- Margwelaschwili, Giwi Kapitän Wakusch: autobiographischer Roman. vol. 2 Sachsenhäuschen. Südverlag, Konstanz 1992, ISBN 3-87800-013-8
- Margwelaschwili, Giwi Kapitani Vakusi. Kavkasiuri Saxli, T’bilisi N.N., ISBN 99928-71-67-9
- Margwelaschwili, Giwi Die grosse Korrektur, vol. 1 Das böse Kapitel: Roman. Rütten & Loening, Berlin 1991, ISBN 3-352-00418-8
- Margwelaschwili, Giwi Muzal: ein georgischer Roman. Insel-Verlag, Frankfurt a.M./Leipzig 1991, ISBN 3-458-16192-9
- Margwelaschwili, Giwi Zuschauerräume: ein historisches Märchen. Autoren-Kollegium, Berlin 1991
- Margwelaschwili, Giwi Der ungeworfene Handschuh: ontotextologische Versuche zur Abwehr von Schicksalsschlägen in Buch- und Gedichtweltbezirken. Rütten & Loening, Berlin 1992, ISBN 3-352-00437-4
- Margwelaschwili, Giwi Leben im Ontotext: Poesie — Poetik — Philosophie. Federchen-Verlag, Neubrandenburg N.N. [1993], ISBN 3-910170-10-2
- Margwelaschwili, Giwi Gedichtwelten — Realwelten. Arbeitsbereich Neuere Deutsche Literaturwissenschaft Otto-Friedrich-Universität Bamberg, Bamberg 1994
- Margwelaschwili, Giwi Ein Stadtschreiber hinter Schloß und Riegel. Kurt-Tucholsky-Gedenkstätte, Rheinsberg N.N. [1995]
- Margwelaschwili, Giwi Fenomenologiceskie kody soznanija. Centre for Cultural Relations of Georgia Caucasian House, Tbilisi 1998
- Margwelaschwili, Giwi Fenomenologiceskie kody soznanija. Centre for Cultural Relations of Georgia Caucasion House, Tbilisi 1998
- Margwelaschwili, Giwi Ja — knižnyj personaž/Ich bin eine Buchperson. Centr Kulturnych Vzaimosvjazej Kavkazkij Dom, Tbilisi 1998
- Margwelaschwili, Giwi Problema kulturnogo mira v ekzistencialnoj ontologii M. Chajdeggera. Centre for Cultural Relations of Georgia Caucasion House, Tiflis 1998
- Margwelaschwili, Giwi Kapitani Vakusi. Kavkasiuri Saxli, Tbilisi N.N., ISBN 99928-71-67-9
- Margwelaschwili, Giwi Mucali. Diogene, Tiflis 2001, ISBN 99928-59-93-8
- Margwelaschwili, Giwi Kapitän Wakusch: autobiographischer Roman. Bd. 3: Spuraufnahme eines kosmologisch Verschollenen. Kaukasisches Haus, Tbilissi 2006, ISBN 99928-71-86-5
- Margwelaschwili, Giwi Officer Pembry. Verbrecher Verlag, Berlin 2007, ISBN 9783940426086
- Margwelaschwili, Giwi Zuschauerräume. Verbrecher Verlag, Berlin 2008, ISBN 9783935843904
- Margwelaschwili, Giwi Vom Tod eines alten Lesers. Erzählungen. Verbrecher Verlag, Berlin 2008, ISBN 9783940426147
- Margwelaschwili, Giwi Der Kantakt. Aus den Lese-Lebenserfahrungen eines Stadtschreibers. Verbrecher Verlag, Berlin 2008, ISBN 9783940426192
- Margwelaschwili, Giwi Philosophie in Aktion. Über Merab Mamardaschwili. In: Sinn und Form, S. 598—602
- Margwelaschwili, Giwi Der verwunderte Mauerzeitungsleser. Ontotextologischer Essay Verbrecher Verlag, Berlin 2010 ISBN 978-3-940426338
- Margwelaschwili, Giwi Das Lese-Liebeseheglück Gollenstein Verlag, Saarbrücken 2011, ISBN 978-3-938823-85-9.
- Margwelaschwili, Giwi Fluchtästhetische Novelle Verbrecher Verlag, Berlin 2012 ISBN 978-3-943167-01-6.[5]
- Margwelaschwili, Giwi Verfasser unser. Ein Lesebuch Hrsg. Von Kristina Wengoerz und Jörg Sundermeier, Verbrecher Verlag, Berlin 2013 ISBN 978-3-943167-68-9

### Статьи
- Маргвелашвили Г. Т. Психологизмы в хайдеггеровской экзистенциальной аналитике // Вопросы философии. — 1971. — № 5. — С. 124—128.